# Вулиця Василя Барвінського (Коломия)
Вулиця Василя Барвінського — одна з давніх вулиць Коломиї. Бічна від вулиці Млинської. Колишня назва — вулиця Поліни Осипепко, до 1945 — вулиця Святого Марка. Завдовжки 90 метрів.

## Історія
Розташована в південній частині міста, на ґрунтах давньої забудови, на схід від вулиці Староміської. Первісна назва — вулиця Святого Марка належить ще до часів австрійської окупації: Святий Марко Королевич, син Сербського короля Вукасина (? — 1371) — легендарний богатир епохи боротьби сербів проти турків.
1945 виконком надав вулиці ім'я Поліни Осипенко (1907—1939) — російської радянської авіаспортсменки, військової льотчиці, Героя Радянського Союзу.
1990 вулицю названо ім'ям Барвінського Василя (1888—1963) — українського композитора, уродженця Тернополя, багатолітнього політв'язня радянських концтаборів, який тривалий час підтримував тісні творчі стосунки з Коломиєю.